# Kuupik Kleist
Jakob Edvard Kuupik Vandersee Kleist (født 31. marts 1958 i Qullissat) er en grønlandsk socionom og politiker, valgt for partiet Inuit Ataqatigiit. Kuupik Kleist var landsstyreformand for Grønlands Landsstyre i perioden 12. juni 2009 til 26. marts 2013. Kuupik Kleist har også repræsenteret Inuit Ataqatigiit og Grønland i Folketinget fra 2001 til 2007.

## Baggrund
Han blev født i Qullissat som søn af en døvstum grønlandsk kvinde og en dansk håndværker. Bygden Qullissat var en bygd og mineby. Han voksede op i pleje hos sin moster i samme by. Det viste sig at Kleist var en begavet dreng og han blev sendt en tur til Danmark som 11-årig alene og uden nogen forberedelse.. Han gik i folkeskolen i Qullissat i perioden 1966-1972. I 1972 blev bygden forladt da minen lukkede. Dette blev efterfulgt af realskole i Sisimiut 1972-1975, student fra Birkerød Statsskole i 1978. I 1983 tog han eksamen som socionom fra Roskilde Universitetscenter. 
Kuupik Kleist arbejdede i skiftende jobs i Grønland i nogle år og fik succes som sanger. Man kaldte ham den grønlandske Leonard Cohen på grund af hans dybe, hæse stemme.

## Politisk karriere
I 2001 blev han kandidat for partiet Inuit Ataqatigiit (IA). Det blev en succes og han blev nu folketingsmedlem for Grønland fra 20. november 2001 til 2007. I 2007 overtog han formandskabet af sit parti efter Josef Motzfeldt.
Han var vicedirektør i Hjemmestyrets Uddannelsesdirektorat 1985-88, Rektor for Journalistskolen i Grønland 1988-1999. Landsstyremedlem for Offentlige arbejder og Trafik 1991-95, medlem af Grønlands Landsting 1995-96, direktør for Grønlands Hjemmestyres Udenrigskontor 1996-99. Sekretær for Selvstyrekommissionen 2000-01. Medlem af selvstyrekommissionen fra 2004.
Ejer af og direktør for konsulentfirmaet NIKISI Aps. Medlem af bestyrelsen i Inuit Circumpolar Conference (ICC) 1995-97 og for bestyrelsen for Nunatta Naqiterivia (Sydgrønlands Bogtrykkeri). Bestyrelsesformand for Tele Greenland fra 1999-2002 og for Pladeselskabet ULO.